# Eleazar López Contreras
Eleazar López Contreras (Queniquea, 5 maggio 1883 – Caracas, 2 gennaio 1973) è stato un politico e generale venezuelano, noto soprattutto per essere stato presidente del proprio paese fra il 1935 e il 1941.
Nato nel 1883, intraprese a soli diciassette anni la carriera militare, entrando nelle grazie del generale Juan Vicente Gómez che alcuni anni più tardi sarebbe divenuto presidente del Venezuela. Non ancora quarantenne venne nominato generale e, nel 1930, Capo di stato maggiore dell'esercito. Nel 1931 Gómez gli affidò il dicastero della Guerra e marina di cui fu titolare fino al 1935, anno della morte del suo protettore. Il 17 dicembre 1935 fu nominato Presidente del Venezuela, carica che detenne fino al 28 aprile 1941. Per sua iniziativa venne creato il Banco Central de Venezuela.
Caduto in disgrazia a seguito del colpo di Stato diretto contro l'allora Presidente Isaías Medina Angarita (18 ottobre 1945), Lopez Contreras riparò all'estero, prima in Colombia, poi negli Stati Uniti. Tornato in Venezuela negli anni cinquanta del Novecento, morì nel 1973 a Caracas.